# Berowra Creek (vattendrag)
Berowra Creek är ett vattendrag i Australien. Det ligger i delstaten New South Wales, i den sydöstra delen av landet, omkring 35 kilometer norr om delstatshuvudstaden Sydney.
I omgivningarna runt Berowra Creek växer i huvudsak städsegrön lövskog. Runt Berowra Creek är det tätbefolkat, med 659 invånare per kvadratkilometer. Genomsnittlig årsnederbörd är 1 380 millimeter. Den regnigaste månaden är februari, med i genomsnitt 200 mm nederbörd, och den torraste är juli, med 36 mm nederbörd.